# Miranda do Corvo
Miranda do Corvo là một huyện thuộc tỉnh Coimbra, Bồ Đào Nha. Huyện này có diện tích 126 km², dân số thời điểm năm 2001 là 13069 người.